# Imma boeta
Imma boeta är en fjärilsart som beskrevs av Druce 1898. Imma boeta ingår i släktet Imma och familjen Immidae. Inga underarter finns listade i Catalogue of Life.